# 绿红螯蛛
绿红螯蛛（学名：Chiracanthium virescens）为管巢蛛科红螯蛛属的动物。分布于古北区以及中国大陆的山东、河南、湖南、广东、四川等地，主要生活于果园以及农田。该物种的模式产地在欧洲。【子食母的蜘蛛】红螯蛛就是子食母的一种。红螯蛛的幼蛛附着在母蛛体上啮食母体，母蛛也安静地任其啮食，一夜之后母蛛便被幼蛛啮食而亡。